# Variimorda briantea
Variimorda briantea är en skalbaggsart som först beskrevs av Comolli 1837.  Variimorda briantea ingår i släktet Variimorda, och familjen tornbaggar. Arten har ej påträffats i Sverige.